# Чудна Анастасія Іванівна
Анастасія Іванівна Чудна (20 січня 1928 - ?) – новатор сільськогосподарського виробництва, Герой Соціалістичної Праці (1966).
З 1952 року доярка експериментальної бази НДІ тваринництва «Червоний водоспад» (Орджонікідзевський район Ташкентської області).
У 1957 році першою в господарстві стала працювати на доїльному майданчику Тандем-10. В 1966 році від кожної із закріплених за нею 165 корів надоїла по 3450 кг молока. В 1981 році від кожної з 175 корів надоїла по 5030 кг молока – всього 865 тонн. У 1982 році встановила рекорд СРСР по валовому надою – 883 тонни (по 5135 кілограмів від кожної з 172 корів).
Навчила передовим методам роботи сотні доярок Ташкентської області.
Депутат Верховної Ради Узбецької РСР 6 і 7-го скликань.
Член КПРС з 1962 року. У 1971-1976 член ЦК Компартії Узбекистану.
Герой Соціалістичної Праці (1966). Лауреат Державної премії СРСР (1976). Нагороджена орденом Леніна і двома орденами Трудового червоного Прапора.
Автор статей з машинного доїння корів і автобіографічної книги «Молочна ріка».